# Patryk Dobek
Patryk Dobek (Kościerzyna, 13 februari 1994) is een Pools atleet, die is gespecialiseerd in de 400 meter horden en de 800 m . Hij nam tweemaal deel aan de Olympische Spelen en won hierbij een bronzen medailles.

## Biografie
Bij het begin van zijn loopbaan kwam Dobek voornamelijk uit op de 400 meter horden. In 2015 eindigde Dobek op de zevende plaats in de finale van de 400 meter horden tijdens de WK in Peking. Een jaar later kon Dobek zich plaatsen voor de Olympische Spelen in Rio de Janeiro. In zijn reeks van de 400 meter horden eindigde Dobek op de laatste plaats.
In 2018 kon Dobek zich plaatsen voor de finale van de 400 meter horden op de Eurpese kampioenschappen waarin hij naar de 5e plaats kon lopen. Vanaf 2021 legt Dobek zich met succes toe op de 800 meter. Tijdens de Europese Indoorkampioenschappen van 2021 liep Dobek in 1.46,81 naar een Europese titel, voor zijn landgenoot Mateusz Borkowski en de Brit Jamie Webb. Later dat jaar nam Dobek deel aan de uitgestelde Olympische Spelen van 2020 in Tokio. In de finale van de 800 meter liep hij naar de bronzen medaille, achter de Kenianen Emmanuel Korir en Ferguson Rotich.

## Titels
- Europeaans indoorkampioen 800 m - 2021
- Pools kampioen 800 m - 2021, 2022
- Pools kampioen 400 meter horden - 2014, 2015, 2016, 2017, 2018, 2019, 2020
- Pools indoorkampioen 800 m - 2021

## Persoonlijke records

### Outdoor
| Afstand      | Prestatie | Datum            | Plaats      |
| ------------ | --------- | ---------------- | ----------- |
| 200 m        | 21,38 s   | 6 juni 2015      | Gdańsk      |
| 300 m        | 33,34 s   | 27 april 2013    | Sosnowiec   |
| 400 m        | 46,12 s   | 22 juni 2019     | Białogard   |
| 600 m        | 1.15,78   | 18 mei 2014      | Pliezhausen |
| 800 m        | 1.43,73   | 20 juni 2021     | Chorzów     |
| 400 m horden | 48,40 s   | 23 augustus 2015 | Peking      |

### Indoor
| Afstand | Prestatie | Datum            | Plaats |
| ------- | --------- | ---------------- | ------ |
| 200 m   | 22,13 s   | 17 februari 2019 | Toruń  |
| 300 m   | 34,01 s   | 1 februari 2015  | Spała  |
| 400 m   | 46,77 s   | 22 februari 2014 | Sopot  |
| 600 m   | 1.16,94   | 26 februari 2022 | Toruń  |
| 800 m   | 1.46,81   | 7 maart 2021     | Toruń  |

## Prestaties

### 400 m horden
- 2014: 7e in halve finale EK - 49,13 s
- 2015: 7e WK - 49,14 s
- 2016: 8e in series OS - 50,66
- 2017: 6e in halve finale WK - 49,50 s
- 2017: 5e Universiade - 49,51 s
- 2018: 5e EK - 48,59 s
- 2019:  Universiade - 48,99 s
- 2019: 7e in halve finale WK - 48,59 s

Diamond League-podiumplaatsen
- 2015:  Herculis - 48,62 s
- 2016:  Shanghai Golden Grand Prix - 49,01 s
- 2016:  BAUHAUS-galan - 49,89 s

### 800 m
Kampioenschappen
- 2021:  EK Indoor - 1.46,81
- 2021:  OS - 1.45,39
- 2022: 6e in series WK - 1.46,80
- 2022: 4e in halve finale EK - 1.48,63

### 4 x 400 m
- 2014: 3e in series WK Indoor - 3.06,50
- 2019:  Universiade - 3.03,35

### 4 × 400 m gemengde teams
- 5e World Athletics Relays - 3.20,65

### 2 x 2 x 400 m gemengde teams
- 2019: 4e World Athletics Relays - 3.42,14
- 2021:  World Athletics Relays - 3.40,92